# Farisengo
Farisengo è una frazione del comune cremonese di Bonemerse, costituita da una cascina posta a sud-ovest del centro abitato.

## Cascina Farisengo
Cascina Farisengo è una tipica cascina lombarda, tra le meglio conservate della Lombardia e della Provincia di Cremona. La sua è una storia millenaria: il suo primo documento risale al 965 d.C. (un passaggio di proprietà).
Attorno a una corte di pianta quadrata, tipica delle cascine "a corte chiusa" sorgono edifici differenti, alcuni oggi adibiti a museo della civiltà contadina con una ricca collezione di attrezzi, macchine agricole e carrozze d’epoca, altri trasformati nelle camere di un agriturismo.
Cascina Farisengo è unica nel suo genere per la presenza di un giardino storico di 12.000 m² dotato di laghetto interno.

### Il nome longobardo
L'etimologia del nome Farisengo deriva dai longobardi e va letto come Fara (il clan longobardo), engo (da arengum ovvero accampamento) e is (letteralmente ferro e per estensione guerriero come ricordano i nomi germanici di Isolda e Isotta).
Da qui, Farisengo come “accampamento di tribù guerriera”.

### La struttura della cascina
La struttura di Cascina Farisengo è quella tipica delle cascine lombarde che a fine 800 caratterizzavano il paesaggio agrario della pianura padana. Cascina Farisengo è una cascina a corte chiusa, ovvero di pianta quadrata. Farisengo presenta intorno all’aia numerosi fabbricati un tempo adibiti a funzioni diverse. Sul lato est, spazi e locali adibiti a tinaia, legnaie sovrapposte, pagliai e fienili; sul lato ovest, otto case contadine, mentre a nord, al di sotto dei fienili, si trovano le vecchie stalle per i bovini e per i cavalli, oggi trasformate in una elegante sala per ricevimenti. La stalla presenta volte e muri a vista, sorretti da colonne in pietra, beole e vetuste tavelle. Fino agli anni 50, a Cascina Farisengo vivevano 13 famiglie e si prativaca l'allevamento delle vacche da latte, come in molte altre realtà agricole della zona.

### Casa Padronale
Nella parte centrale della casa padronale, di impianto quattrocentesco, il bocchirale, elemento tradizionale dell’architettura lombarda, dà accesso al retrostante parco di oltre un ettaro in ottimo stato di conservazione che costituisce un bell’esempio di gusto romantico. Questa sala di comunicazione presenta quattro eleganti portoncini laterali, originali, risalenti all’Ottocento; le pareti e il soffitto sono affrescati con elementi architettonici e floreali: sono dipinti due deliziosi balconcini, contornati dallo sfondo azzurro del cielo.

### Il giardino romantico
Tra i giardini storici cremonesi, quello di Farisengo - dal 1951 considerato “verde di rispetto” - è tra i più curati grazie a una continua opera di manutenzione che ha permesso il mantenimento del disegno naturale iniziale. Dotato di un laghetto di circa 2.500 m² con proprie acque sorgive, il giardino ha al suo interno due fontane, la casetta del pescatore e la casetta svizzera, l’uccelliera, la ghiacciaia e la serra, elementi caratteristici dei giardini dell’Ottocento.
"Il Parco di Farisengo, in ottimo stato di conservazione, costituisce un bell'esempio di gusto romantico in cui il paesaggio padano è modificato per suggerire l’illusione di un ambiente di montagna… Come altri giardini dell'epoca, anche quello di Farisengo offre gradevoli accostamenti cromatici, studiate asimmetrie che si innalzano sullo sfondo di prati erbosi".
Il giardino esprime, proprio attraverso la presenza di alcune specie botaniche, il loro accostamento e la loro collocazione ideale, le tendenze romantiche diffuse a Cremona e nell’intera provincia nell’Ottocento.
Il giardino costituisce un bell'esempio di gusto romantico all'inglese, ideato per ammaliare il visitatore con le sue piante e le sue isole verdi. In quest'ottica, i rilievi che fanno corona al lago simulano un ambiente montano. In una posizione centrale a sud del parco seminascosta dai tassi secolari e immersa tra cespugli di nocciolo e felci che occupano il sottobosco, è collocata una graziosa casetta detta “casetta svizzera” o “casetta del cacciatore”.
La ghiacciaia (giascèra), risulta ben conservata; realizzata in mattoni si mimetizza in uno dei rilievi del giardino. Architettonicamente comprende una camera centrale e un “giro di lumaca” quale corridoio di separazione termica tra l’esterno e l’interno, una vera e propria cella frigorifera.
La serra situata accanto alla casa è caratterizzata da aperture ad archi che si inserisce nell’atmosfera romantica del giardino.
Oggi, il territorio è stato riconosciuto “Parco comunale di Farisengo” (2005) per l’elevato valore artistico, storico, paesaggistico e ambientale, e PLIS (Parco Locale di Interesse Sovracomunale) nel più ampio Parco del Po e del Morbasco.

## Storia
La località era una comunità residente in un'unica fattoria del Contado di Cremona con 95 abitanti a metà Settecento.
La località di Farisengo e la sua cascina vengono citate nelle mappe dell'epoca fin dal 1100 nonché in numerosi passaggi di proprietà. Per molto tempo ha costituito una delle due frazioni di Bonemerse.
La località curtis qui dicitur Farisengus - più volte citata nelle pergamene del Monastero di S.Sigismondo - fu già nel 1176 definita parte della Ripa alta, a indicare un tratto allora lambito dal Po.
Nel Catasto di Carlo V (1551-1561), Farisengo è descritto come area di boschi e arginature. E già in quello scritto viene citato un "viridarium" o verde di rispetto, un prototipo dell'attuale giardino.
La riforma amministrativa della Lombardia decisa dall’imperatrice Maria Teresa nel 1757 soppresse il comune annettendolo a Bonemerse, ma una speciale dispensa continuò a configurarlo separatamente ai fini censuari, con confini ufficialmente definiti.
Tra i cascinali di questo periodo viene dato risalto a Cascina Farisengo, descritta di pregio per la sua struttura architettonica.
Nei secoli nell’elenco dei proprietari di Cascina Farisengo si ricordano – intervallati da molteplici ordini religiosi - dal 1450 al 1600 Bartolomeo Fodri e discendenti (ricchi gabellieri con palazzo a Cremona); i nobili Bonetti, tra la fine del 1600 e il 1700, e dal 1800 la famiglia Anselmi, da cui discende l'attuale famiglia Baronchelli.

### La famiglia Anselmi
Gli Anselmi nell'Ottocento erano una famiglia borghese di agiati commercianti di lino e fin dagli inizi della restaurazione parteciparono alla vita politica della città.
Venceslao Anselmi, in particolare, era un negoziante di lino, seta e granaglie. Insieme al fratello Tito continuarono l'attività del padre investendo parte dei guadagni acquistando palazzi in città e cascine intorno a Cremona. Tra i palazzi, ricordiamo Palazzo Zignani, sede del Consorzio del Naviglio Civico di Cremona.
Venceslao sposò Annetta Corbari, figlia di Giuseppe, Imperial Regio e vice delegato provinciale. Dalla loro unione nacquero ben 14 figli, sei morirono in tenera età ed otto (cinque femmine e tre maschi) sopravvissero. Si chiamavano Alessandro, Angelo, Carlo, Emilia, Giuseppina, Luisa, Selene e Virginia.

### La chiesa di San Severo a Cascina Farisengo
Cascina Farisengo aveva una propria chiesa titolata a San Severo: documenti ne attestano la presenza sin dal 1385.
Un documento del 1385 nomina infatti la parrocchia di Farisengo dedicata a San Severo a cui, nel corso degli anni, vengono associati San Siro, San Pietro e, nel XVI secolo, l'irlandese Santa Brigida di Keldare. Dal 1476, la parrocchia, per volontà del pontefice Paolo II, è unita a quella di Santa Maria Nascente in Bonemerse, poi scomparsa nelle ristrutturazioni del ‘700.
La chiesa consacrata a Severo, vescovo in Ravenna intorno al 340, testimonia la presenza bizantino-ravennate nel territorio di Cremona prima delle invasioni longobarde, nella seconda metà del secolo VI.
Severo fu chiamato anche “vescovo colombino”, poiché la leggenda narra che, radunatosi il popolo per l'elezione del vescovo, una colomba volò sul suo capo indicandolo come prescelto di Dio.